# 機動戦隊アイアンサーガ
『機動戦隊アイアンサーガ』（きどうせんたいアイアンサーガ、英語: Iron Saga、中国語: 机动战队）は、中華人民共和国に本社を置く游戏公国（GAME DUCHY）が、開発し2017年7月13日に同国内でリリースしたスマートフォン/PC用アクションRPG。日本語版は2018年6月29日にリリースされた。

## 世界観
世界観には、日本のサブカルチャーの影響を強く受けている。
昔、「巨神」と呼ばれる十二の装甲騎兵が世界を炎の海に沈める大戦争を引き起こし、大戦の終結とともに巨神たちはどこかへと姿を消した。生き残った人類は復興に力を注ぎ、平和が戻ると巨神たちの記憶は薄らいでいた。
しかし、巨神をもとにした戦闘装甲機械「バトルメカ」が開発されたことで国家間のミリタリーバランスが崩れる。

## ゲームモード
まったくゲーム性の異なる「ストーリーモード」と「模擬作戦」を1つのコンテンツに内包しているのが特徴である。
ストーリーモード
物語を追いつつステージをクリアしていく本作のメインコンテンツ。
出撃させる機体とその兵装、機体に搭乗させるパイロットを複数選ぶ。
戦闘はオートで進み、プレイヤーは適宜アクティブスキルを発動させる。
模擬作戦
出撃する機体とパイロットを1つずつ選ぶ。
バーチャルパッドとボタンが表示され、格闘ゲームのようにコマンド入力を行うアクションゲームになる。
アリーナ
プレイヤーレベルが上がると開放される対人コンテンツ。
編成を設定し、ほかのプレイヤーが設定している編成と完全オートで勝敗を競う。

## 機体
「接近戦向け」「中距離戦向け」「遠距離支援向け」の3系統に大まかに分けられる。
各機体にはレアリティ、耐久値、サイズ，移動速度，戦闘中に使用する武器が設定されている。武器は攻撃力のみでなく、連続使用の制限時間を定めるクールタイムも設定されている。
機体は、改造を施すことが可能で、新たな武器を装備したり、装甲を強化できる。
主人公機である「ウァサゴ」は、ストーリーモードのクエストをクリアすることで特殊な改造を行うこともできる。また、ウァサゴは改造によって近接戦特化や遠距離戦特化といったように性能を変化させることができ、機体の見た目も変化させられる。

## パイロット
パイロットのパラメータには「射撃」「格闘」「防御」「反応」の4つがあり、パイロット固有のアクティブスキルが1つ、パッシブスキルが3つ設定されている。
アクティブスキルはストーリーモードの1戦闘中に、1パイロットにつき1度使用することのできるいわば「必殺技」であり、攻撃や回復、支援などがある。
パイロットは成長していくとスキルポイントを獲得することができ、プレイヤーはスキルポイントを使用してパイロットのアクティブスキルとパッシブスキルを強化できる。

## パーツ
機体ごとに「コア」「銃弾」「補助」「装甲」「塗装」「ペット」の6つのカテゴリが設定されており、それぞれのカテゴリごとに装備するパーツを選ぶ。
パーツには単純に攻撃力を上げるといったものから、移動速度を下げて攻撃力を上げるというようなものもある。

## 開発
GAME DUCHYのCEO兼総括ディレクターの孫少白は、初めて好きになったゲームが『スーパーロボット大戦』であるほど、長らくロボットに親しんでおり、ロボットをモチーフとした作品を作りたいと考えていた。
GAME DUCHYはカジュアルゲームアプリと並行して本作の開発を進めていたため、開発には6年かかり、その半分はゲームエンジン「機動戦隊エンジン」の開発およびバトルシステムの構築に費やされた。孫はUnityなどの既存製品ではなく自社開発した理由として、将来的に迅速なゲーム開発を行うには、ジャンルに関係なく汎用的に使える独自エンジンが必要だったと2018年のインタビューの中で答えている。このエンジンを開発したことで、ミニゲームが増やしやすくなったという利点もあった。
最初は『バトルシティー』のようなバトルシステムを想定しており、そこからさまざまな改良を重ねた結果放置型のシステムに行きついた。

### キャスティング
中国では幼少期から日本のアニメに親しんだ者が多く、日本の声優の人気も高いため、孫はキャラクターの演者は日本の実力派声優が良いと早い段階から考えており、実際にゲーム内のボイスを聞いたときは感動で震えたと振り返っている。

## リリース・反響
開発チームは日本に自分たちのゲームを届けたいという想いがあり、まずは中国と台湾で作品をリリースした後、改善を重ねてから日本に進出することを計画していた。

## 派生タイトル
アイアンサーガVS
番外編となる2D対戦格闘ゲームで、Steamプラットフォームにて2025年3月21日に配信。『マジンガーZ』『超獣機神ダンクーガ』『ゲッターロボ』がコラボレーション参戦。